# 九龍巴士73A線
- 關於1977年至1978年的第一代九龍巴士73A線，請見「九龍巴士73R線」。
- 關於1982年至1983年的第二代九龍巴士73A線，請見「九龍巴士73K線」。
- 關於2022年至今的第二代九龍巴士69線，請見「九龍巴士69線」。

九龍巴士73A線是由九巴營運的一條香港新界巴士路線，來往粉嶺（華明）及沙田（愉翠苑）。

## 歷史
- 1983年5月23日：本線前身69線開辦，來往彩園邨至圓洲角，特別繞經火炭工業區一帶。
- 1984年9月30日：祥華邨入伙，69線途經該處。
- 1987年6月12日：繞經位於和合石的田心臨時房屋區，是粉嶺南首條跨區巴士路線。
- 1987年8月9日：由於九巴要預留更多巴士線編號給屯門區和元朗區，及為了統一北區的路線編號，路線正式更名為73A。
- 1990年9月23日：本線不再繞經源禾路和富豪花園，並於同日改經華明邨。
- 2001年11月11日：沙田區總站遷入愉翠苑。
- 2004年12月28日：本線增設空調巴士服務，當日起加入1輛空調巴士行走。
- 2011年9月19日：本線提升至全空調服務[1]。
- 2012年2月20日：提早由彩園開出頭班車及尾班車開出的時間至05:30-23:50，並調整班次及改為全部由九巴沙田車廠（上水分支）派車。
- 2013年8月24日：配合北區「區域性巴士路線重組」第二階段實施，北區總站縮短至華明，全線改用單層空調巴士行走，並調整班次[2]，並新增華明往廣福的短程分段收費，上車及下車時均須各拍八達通卡一次[3]。
- 2013年11月2日：更改粉嶺行車路線，繞經一鳴路。
- 2014年10月4日：往華明方向抵和興路後，改經迴旋處、華明路（北行）、一鳴路、華明路（東行）、迴旋處、雷鳴路返回華明巴士總站，不再途經百和路[4]。
- 2015年3月21日：增設到站時間預報。[5]

## 服務時間（詳細班次）
| 粉嶺（華明）開       | 粉嶺（華明）開 | 粉嶺（華明）開 | 粉嶺（華明）開 | 粉嶺（華明）開 | 粉嶺（華明）開 | 粉嶺（華明）開 | 粉嶺（華明）開 |
| -------------------- | -------------- | -------------- | -------------- | -------------- | -------------- | -------------- | -------------- |
| 星期一至五           |                |                |                |                |                |                |                |
| 06:00                | 06:30          | 07:00          | 07:20          | 07:40          | 08:00          | 08:30          | 09:00          |
| 09:30                | 10:00          | 10:30          | 11:00          | 11:30          | 12:00          | 12:30          | 13:00          |
| 13:30                | 14:00          | 14:30          | 15:00          | 15:30          | 16:00          | 16:30          | 17:00          |
| 17:30                | 18:00          | 18:30          | 19:00          | 19:30          | 20:00          | 20:30          | 21:00          |
| 21:30                | 22:00          | 22:30          | 23:00          | 23:30          | 00:00          |                |                |
| 星期六、日及公眾假期 |                |                |                |                |                |                |                |
| 06:00                | 06:30          | 07:00          | 07:30          | 08:00          | 08:30          | 09:00          | 09:30          |
| 10:00                | 10:30          | 11:00          | 11:30          | 12:00          | 12:30          | 13:00          | 13:30          |
| 14:00                | 14:30          | 15:00          | 15:30          | 16:00          | 16:30          | 17:00          | 17:30          |
| 18:00                | 18:30          | 19:00          | 19:30          | 20:00          | 20:30          | 21:00          | 21:30          |
| 22:00                | 22:30          | 23:00          | 23:30          | 00:00          |                |                |                |

| 沙田（愉翠苑）開 | 沙田（愉翠苑）開 | 沙田（愉翠苑）開 | 沙田（愉翠苑）開 | 沙田（愉翠苑）開 | 沙田（愉翠苑）開 | 沙田（愉翠苑）開 | 沙田（愉翠苑）開 |
| ---------------- | ---------------- | ---------------- | ---------------- | ---------------- | ---------------- | ---------------- | ---------------- |
| 每天             |                  |                  |                  |                  |                  |                  |                  |
| 05:40            | 06:10            | 06:40            | 07:10            | 07:40            | 08:10            | 08:40            | 09:10            |
| 09:40            | 10:10            | 10:40            | 11:10            | 11:40            | 12:10            | 12:40            | 13:10            |
| 13:40            | 14:10            | 14:40            | 15:10            | 15:40            | 16:10            | 16:40            | 17:10            |
| 17:40            | 18:10            | 18:40            | 19:10            | 19:40            | 20:10            | 20:40            | 21:10            |
| 21:40            | 22:10            | 22:40            | 23:10            | 23:40            | 00:15            |                  |                  |

## 收費
全程:$11.5
粉嶺（華明）開
| 上車站   | 下車站       | 下車站       |
| 上車站   | 廣福邨或之前 | 愉翠苑或之前 |
| -------- | ------------ | ------------ |
| 華明起   | $7.5^        | $11.5        |
| 三渡坑起 | 不適用       | $8.6         |

- 有 ^ 之收費必須以八達通卡繳付，並須於下車前再次確認八達通卡方可享有此優惠。

愉翠苑開
- 樟樹灘往粉嶺（華明）:$7.0
- 和興村往粉嶺（華明）:$5.2

| - 本線設有12歲以下小童及65歲或以上長者半價優惠。 - 65歲或以上香港居民使用「樂悠咭」，以及12歲以下合資格殘疾兒童使用「殘疾人士身份」個人八達通繳付車資，均可享有每程$2.0或半價（以較低者為準）的票價優惠；12至64歲合資格殘疾人士使用「殘疾人士身份」個人八達通（包括「樂悠咭」），以及60至64歲香港居民使用「樂悠咭」繳付車資，均可享有每程$2.0或全費（以較低者為準）的票價優惠。 - 65歲或以上長者如使用長者或一般個人八達通繳付車資，則只可享有半價優惠；12至64歲合資格殘疾人士如不使用「殘疾人士身份」個人八達通，以及60至64歲人士如不使用「樂悠咭」繳付車資，必須繳付全費。 - 乘客可以現金或八達通於上車時付款，不設找續。 - 每位成人乘客可免費攜帶最多兩名4歲以下而不佔座位的兒童乘客乘車，超額之4歲以下小童必須繳付小童車費乘車。 - 持有「九巴月票」之乘客在車票有效期內，每日可享最多10程任何九龍巴士及龍運巴士路線（包括本路線，以及聯營路線的九龍巴士／龍運巴士提供的班次；惟乘搭機場「A」及「NA」線則可享原價二七折優惠（不會計算每天10次合資格車程））；而B1線則每日可享最多各2程（不會計算每天10次合資格車程）。 - 九龍巴士、城巴、龍運巴士及陽光巴士全職員工及家屬（不包括外判職員）可免費乘搭本路線，惟必須拍職員或職員家屬八達通。 - 乘客亦可透過多元化電子支付系統（e度嘟）繳付車資，包括使用非接觸式VISA卡、JCB卡、萬事達卡、銀聯卡、美國運通、大來國際、Discover Card、Apple Pay、Google Pay、Samsung Pay、AlipayHK「易乘碼」、支付寶、WeChatHK／微信支付「搭車碼」、銀聯雲閃付「乘車碼」及BOC Pay「乘車碼」。乘客使用此付款方式，使用此支付方式的乘客可享有中途下車之分段收費，以及與其他九巴／龍運獨營路線或聯營線九巴／龍運班次之轉乘優惠，惟不適用於與非九巴／龍運路線之轉乘優惠，亦不能享有「公共交通費用補貼計劃」及「長者及合資格殘疾人士公共交通票價優惠計劃」。 |

### 八達通轉乘優惠
乘客登上本線後150分鐘內以同一張八達通卡轉乘以下路線，或從以下路線登車後150分鐘內以同一張八達通卡轉乘本線，次程可獲車資折扣優惠：
73A ←→ 71K，次程可獲$4.2折扣優惠
- 73A往愉翠苑 → 71K任何方向。
- 71K任何方向 → 73A往華明。

73A←→74X、75X
- 73A往愉翠苑 → 74X或75X往九龍，次程可獲$6.8折扣優惠。
- 74X或75X往大埔 → 73A往華明，次程可獲$6.3折扣優惠。

73A←→277X
- 73A往華明 → 277X往藍田站，回贈首程車資。
- 277X往聯和墟 → 73A往愉翠苑，次程可獲$6.8折扣優惠。

73A←→70K
- 73A往華明 → 70K任何方向，次程車資全免。
- 70K任何方向 → 73A往愉翠苑，回贈首程車資。

73A←→273A
- 73A往華明 → 273A任何方向，次程車資全免。
- 273A任何方向 → 73A往愉翠苑，回贈首程車資。

## 用車
由於非空調巴士陸續退役，在車務調動之情況下（如壞車），都會優先調派後備10米之空調巴士（或11米之舊型號空調巴士）行走。曾試過在8輛車之中，以7輛空調巴士行走，尤以假日經常發生。上水車廠更由2011年1月31日起自行「全冷」，其後本線有時甚至全以空調巴士行走。直至2011年9月11日，上水車廠才開始重新派出非空調巴士行走本線，包括於退役次序位列尾二的11米非空調利蘭奧林比安（S3BL469／FZ5653）。本線也是繼72、72A和74A號線後，第四條空調巴士數目多於非空調巴士的大埔公路（大埔滘段）路線。
隨著巴士服務空調化是大勢所趨，九巴加快將巴士路線轉為全空調服務的速度，在該部巴士（S3BL469／FZ5653），上掛只有8天後，於2011年9月19日起，一口氣將餘下7輛普通巴士換成空調巴士行走，提升至全線空調服務，由於另一條北區路線73亦於同日起改為全空調服務，象徵以北區作總站的所有專利巴士路線已經改為全空調服務，大窩西支路及整個北區也再沒有普通巴士行走。
現時此路線及73線共獲派10輛亞歷山大丹尼士Enviro 500 MMC 12米（ATENU）雙層巴士及1輛斯堪尼亞K230UB 12米（ASC）單層巴士作掛牌車。
| 車隊編號  | 車牌   |
| --------- | ------ |
| ASC5      | NW1496 |
| ATENU482  | TH7333 |
| ATENU540  | TL2480 |
| ATENU544  | TL1874 |
| ATENU892  | TX1967 |
| ATENU899  | TX5440 |
| ATENU900  | TX5648 |
| ATENU905  | TX7297 |
| ATENU910  | TX7051 |
| ATENU912  | TX7245 |
| ATENU1135 | UH4551 |

## 行車路線
華明開經：雷鳴路、偉明街、百和路、一鳴路、華明路、和興路、大窩西支路、林錦交匯處、大埔公路－大窩段、寶雅路、太和巴士總站、寶雅路、汀角路、大埔太和路、寶鄉橋、寶鄉街、廣福道、大埔公路（元洲仔段、大埔滘段、馬料水段、沙田段）、沙田路、支路、源禾路、火炭路、山尾街、火炭（山尾街）公共運輸交匯處、山尾街、火炭路、大涌橋路、小瀝源路、銀城街、插桅桿街、圓洲角巴士總站、插桅杆街、牛皮沙街及翠欣街。
愉翠苑開經：牛皮沙街、插桅桿街、圓洲角巴士總站、插桅杆街、銀城街、小瀝源路、大涌橋路、火炭路、山尾街、火炭（山尾街）公共運輸交匯處、山尾街、火炭路、源禾路、支路、沙田路、大埔公路（沙田段、馬料水段、大埔滘段、元洲仔段）、廣福道、寶鄉街、寶鄉橋、大埔太和路、汀角路、寶雅路、大埔公路－大窩段、林錦交匯處、大窩西支路、和興路、迴旋處、華明路（北行）、一鳴路、華明路（東行）、迴旋處及雷鳴路。

### 沿線車站

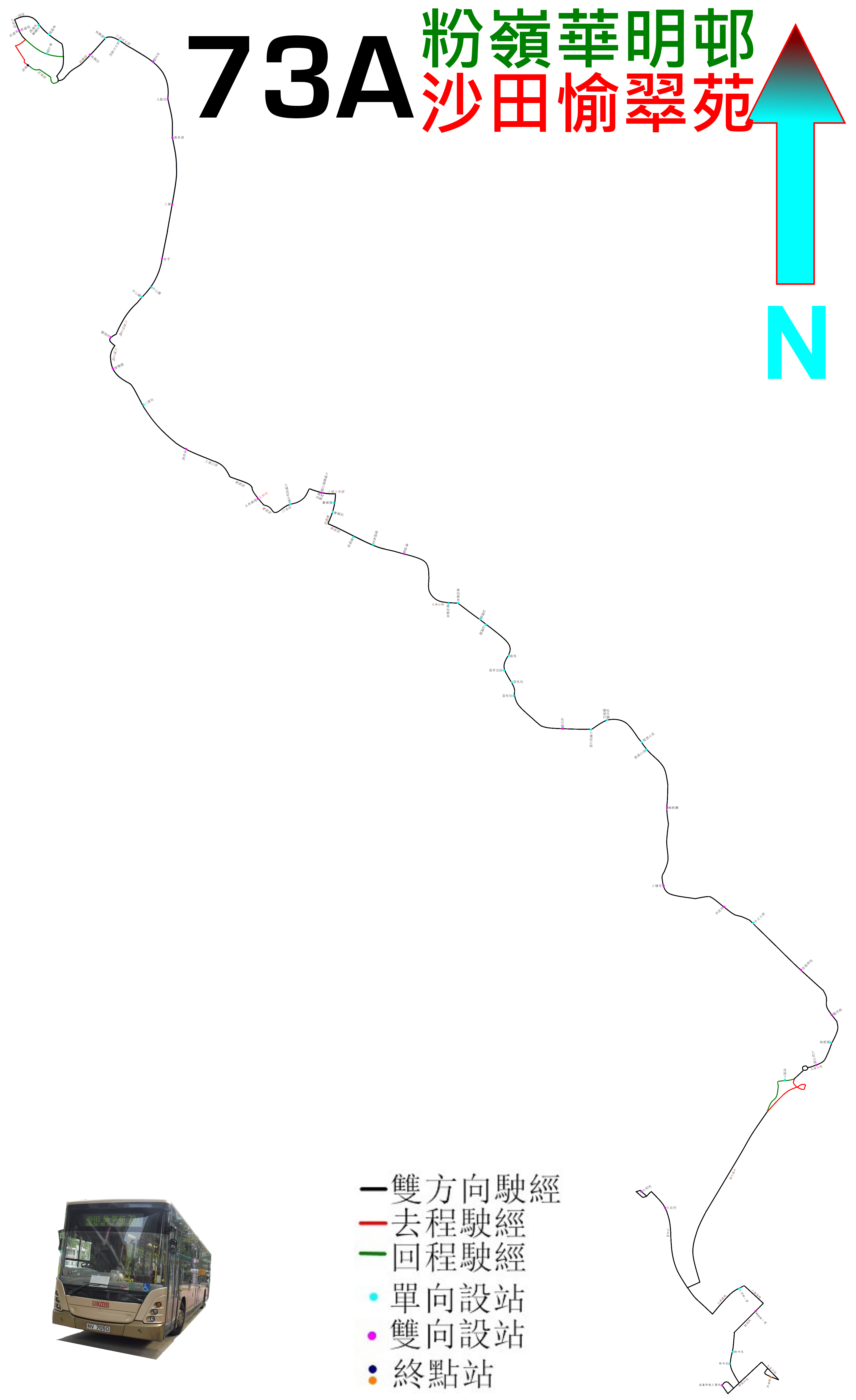
本線的走線圖

| 粉嶺（華明）開 | 粉嶺（華明）開 | 粉嶺（華明）開               | 沙田（愉翠苑）開 | 沙田（愉翠苑）開 | 沙田（愉翠苑）開             |
| 序號           | 車站名稱       | 位置                         | 序號             | 車站名稱         | 位置                         |
| -------------- | -------------- | ---------------------------- | ---------------- | ---------------- | ---------------------------- |
| 1              | 華明巴士總站   | 華明巴士總站                 | 1                | 愉翠苑巴士總站   | 愉翠苑公共運輸交匯處         |
| 2              | 欣盛苑         | 百和路                       | 2                | 威爾斯親王醫院   | 圓洲角巴士總站               |
| 3              | 牽晴間         | 一鳴路                       | 3                | 愉田苑           | 銀城街                       |
| 4              | 和興村         | 和興路                       | 4                | 第一城中心       | 銀城街                       |
| 5              | 和興路         | 和興路                       | 5                | 沙田第一城       | 大涌橋路                     |
| 6              | 何家園         | 大窩西支路                   | 6                | 火炭（山尾街）   | 火炭（山尾街）公共運輸交匯處 |
| 7              | 九龍坑         | 大窩西支路                   | 7                | 火炭村           | 火炭路                       |
| 8              | 南華莆         | 大窩西支路                   | 8                | 落路下           | 大埔公路－馬料水段           |
| 9              | 大窩           | 大窩西支路                   | 9                | 九肚山路         | 大埔公路－馬料水段           |
| 10             | 泰亨           | 大窩西支路                   | 10               | 海憩閣           | 大埔公路－馬料水段           |
| 11             | 中心圍         | 大窩西支路                   | 11               | 麗坪路           | 大埔公路－馬料水段           |
| 12             | 圍頭村         | 大窩西支路                   | 12               | 崇基學院         | 大埔公路－馬料水段           |
| 13             | 康樂園         | 大埔公路－大窩段             | 13               | 赤泥坪           | 大埔公路－馬料水段           |
| 14             | 三渡坑         | 大埔公路－大窩段             | 14               | 大埔尾           | 大埔公路－馬料水段           |
| 15             | 帝欣苑         | 大埔公路－大窩段             | 15               | 樟樹灘           | 大埔公路－大埔滘段           |
| 16             | 太和站         | 太和巴士總站                 | 16               | 鹿茵山莊         | 大埔公路－大埔滘段           |
| 17             | 大埔政府合署   | 汀角路                       | 17               | 大埔滘公園       | 大埔公路－大埔滘段           |
| 18             | 大埔舊墟公園   | 大埔太和路                   | 18               | 松仔園           | 大埔公路－大埔滘段           |
| 19             | 寶鄉街         | 寶鄉街                       | 19               | 荔枝坑           | 大埔公路－大埔滘段           |
| 20             | 運頭角里       | 廣福道                       | 20               | 翡翠花園         | 大埔公路－大埔滘段           |
| 21             | 廣福邨         | 大埔公路－元洲仔段           | 21               | 松濤閣           | 大埔公路－大埔滘段           |
| 22             | 雍怡雅苑       | 大埔公路－元洲仔段           | 22               | 雍怡雅苑         | 大埔公路－元洲仔段           |
| 23             | 松濤閣         | 大埔公路－大埔滘段           | 23               | 廣福邨           | 大埔公路－元洲仔段           |
| 24             | 南苑           | 大埔公路－大埔滘段           | 24               | 廣福道           | 廣福道                       |
| 25             | 荔枝坑         | 大埔公路－大埔滘段           | 25               | 寶鄉橋           | 寶鄉街                       |
| 26             | 松仔園         | 大埔公路－大埔滘段           | 26               | 林村河畔         | 大埔太和路                   |
| 27             | 松仔園瞭望台   | 大埔公路－大埔滘段           | 27               | 太和廣場         | 寶雅路                       |
| 28             | 鹿茵山莊       | 大埔公路－大埔滘段           | 28               | 帝欣苑           | 大埔公路－大窩段             |
| 29             | 樟樹灘         | 大埔公路－大埔滘段           | 29               | 康樂園           | 大埔公路－大窩段             |
| 30             | 大埔尾         | 大埔公路－馬料水段           | 30               | 圍頭村           | 大窩西支路                   |
| 31             | 赤泥坪         | 大埔公路－馬料水段           | 31               | 中心圍           | 大窩西支路                   |
| 32             | 中文大學       | 大埔公路－馬料水段           | 32               | 泰亨             | 大窩西支路                   |
| 33             | 崇基學院       | 大埔公路－馬料水段           | 33               | 大窩             | 大窩西支路                   |
| 34             | 麗坪路         | 大埔公路－馬料水段           | 34               | 南華莆           | 大窩西支路                   |
| 35             | 九肚山路       | 大埔公路－馬料水段           | 35               | 九龍坑           | 大窩西支路                   |
| 36             | 火炭村         | 火炭路                       | 36               | 何家園           | 大窩西支路                   |
| 37             | 火炭（山尾街） | 火炭（山尾街）公共運輸交匯處 | 37               | 和合石新村       | 大窩西支路                   |
| 38             | 第一城中心     | 銀城街                       | 38               | 和興村           | 和興路                       |
| 39             | 愉田苑         | 銀城街                       | 39               | 正覺蓮社學校     | 一鳴路                       |
| 40             | 威爾斯親王醫院 | 圓洲角巴士總站               | 40               | 欣盛苑欣暉閣     | 華明路                       |
| 41             | 愉翠苑巴士總站 | 愉翠苑公共運輸交匯處         | 41               | 華明邨康明樓     | 華明路                       |
|                |                |                              | 42               | 華明邨耀明樓     | 華明路                       |
| 43             | 華明巴士總站   | 華明巴士總站                 |                  |                  |                              |

## 客量
此路線過去定線迂迴，車程緩慢，與東鐵綫及70K等線重疊，導致使用率偏低。直至「北區區域性巴士路線重組」第二階段實施後，此路線轉型為大窩西支路提供頻密前往華明、太和及大埔墟轉乘其他跨區線的接駁功能，客量有所改善。

## 昔日的73A線[7]
- 第一代73A線於1977年4月起，由82A線（上水←→文錦渡（新屋嶺），祇在清明節及重陽節期間行走）更改編號而成，1978年10月改稱73R。
- 第二代73A線於1982年12月24日起投入服務，由73線分拆出來，1983年7月16日起配合九廣鐵路（現稱港鐵東鐵線）電氣化全線通車，改稱73K。

## 相關事件
- 2003年7月7日：一輛行走本線往彩園方向的丹尼士巨龍（S3N125／DP4806）在大埔南運路與廣福道交界與一輛貨車相撞後，巴士車頭疑被貨車車身勾住，車頭外殼恍如被開罐頭般整幅被貨車扯開，5人受傷，該輛巴士事後退役[8][9]。